# ヘンリー郡 (アイオワ州)
ヘンリー郡（英: Henry County）は、アメリカ合衆国アイオワ州の南東部に位置する郡である。2010年国勢調査での人口は20,145人であり、2000年の20,336人から0.9％減少した。郡庁所在地はマウントプレザント市（人口8,668人）であり、同郡で人口最大の都市でもある。

## 歴史
ヘンリー郡は1836年12月7日に設立され、郡名は当時ウィスコンシン準州初代知事を務めており、ブラック・ホーク戦争に参戦したヘンリー・ドッジ将軍に因んで名付けられた。
1839年、初代郡庁舎の建設が始まり、1840年に完工した。1871年、2代目郡庁舎の建設が始まり、さらに1914年8月4日、3代目郡庁舎が完成して、今日に至っている。

## 地理
アメリカ合衆国国勢調査局に拠れば、郡域全面積は436.68平方マイル (1,131.0 km2)であり、このうち陸地434.44平方マイル (1,125.2 km2)、水域は2.24平方マイル (5.8 km2)で水域率は0.51％である。

### 主要高規格道路
- アメリカ国道34号線
- アメリカ国道218号線/アメリカ国道27号線
- アイオワ州道16号線
- アイオワ州道78号線

### 隣接する郡
- ワシントン郡 - 北
- ルイザ郡 - 北東
- デモイン郡 - 東
- リー郡 - 南
- ヴァンビューレン郡 - 南西
- ジェファーソン郡 - 西

## 人口動態

### 2010年国勢調査
以下は2010年国勢調査による人口統計データである。
基礎データ
- 人口: 20,145人
- 人口密度: 18人/km2（48人/mi2）
- 住居数: 8,280軒
- 使用住居: 7,666軒[7]

### 2000年国勢調査

2000人口ピラミッド

以下は2000年国勢調査による人口統計データである。
| 基礎データ - 人口: 20,336人 - 世帯数: 7,626 世帯 - 家族数: 5,269 家族 - 人口密度: 18人/km2（47人/mi2） - 住居数: 8,246軒 - 住居密度: 7軒/km2（19軒/mi2） 人種別人口構成 - 白人: 94.78% - アフリカン・アメリカン: 1.49% - ネイティブ・アメリカン: 0.24% - アジア人: 1.88% - 太平洋諸島系: 0.02% - その他の人種: 0.52% - 混血: 1.07% - ヒスパニック・ラテン系: 1.26% 年齢別人口構成 - 18歳未満: 24.7% - 18-24歳: 9.0% - 25-44歳: 29.2% - 45-64歳: 22.5% - 65歳以上: 14.7% - 年齢の中央値: 37歳 - 性比（女性100人あたり男性の人口） - 総人口: 102.5 - 18歳以上: 102.8 | 世帯と家族（対世帯数） - 18歳未満の子供がいる: 32.8% - 結婚・同居している夫婦: 57.7% - 未婚・離婚・死別女性が世帯主: 8.2% - 非家族世帯: 30.9% - 単身世帯: 26.8% - 65歳以上の老人1人暮らし: 12.2% - 平均構成人数 - 世帯: 2.46人 - 家族: 2.98人 収入と家計 - 収入の中央値 - 世帯: 39,087米ドル - 家族: 46,985米ドル - 性別 - 男性: 31,801米ドル - 女性: 23,075米ドル - 人口1人あたり収入: 18,192米ドル - 貧困線以下 - 対人口: 8.8% - 対家族数: 6.7% - 18歳未満: 10.3% - 65歳以上: 9.3% |

## 都市と町

### 都市
| - マウントプレザント - 郡庁所在地 - コポック - ヒルズボロ - マウントユニオン - ニューロンドン - オールズ | - ローム - セイラム - ウェイランド - ウェストウッド - ウィンフィールド |

### 未編入の町
- スウェズバーグ

### 郡区
- ボルチモア郡区
- カナン郡区
- センター郡区
- ジャクソン郡区
- ジェファーソン郡区
- マリオン郡区
- ニューロンドン郡区
- セーラム郡区
- スコット郡区
- ティペカノエ郡区
- トレントン郡区
- ウェイン郡区